# Краснопірка
Краснопірка (Scardinius) — рід риб родини ялецевих (Leuciscidae). Наукова назва, Scardinius, перекладається як подібний до скара (лат. Scarus — скар, або риба-папуга, лат. dinius — подібний). Завдяки яскравому, «красному» (в сенсі «червоному») забарвленню плавців, дещо подібному до скарів, виникли вернакулярні назви в багатьох мовах, зокрема й українській.

## Види
- Scardinius acarnanicus Economidis, 1991
- Scardinius dergle Heckel & Kner, 1858
- Scardinius elmaliensis Bogutskaya, 1997
- Scardinius erythrophthalmus (Linnaeus, 1758) — Краснопірка звичайна, або червонопірка
- Scardinius graecus Stephanidis, 1937 — Краснопірка грецька
- Scardinius hesperidicus Bonaparte, 1845
- Scardinius knezevici Bianco & Kottelat, 2005
- Scardinius plotizza Heckel & Kner, 1858
- Scardinius racovitzai Müller, 1958
- Scardinius scardafa (Bonaparte, 1837)